# Autochthon (Geologie)
Autochthon (von Altgriechisch αὐτός autós „selbst“ und χθών chthōn „Erde“, also etwa „einheimisch“, „ortsfest“ oder „alteingesessen“) ist in der Geologie ein Attribut für Gesteine oder Gesteinspakete, die an Ort und Stelle entstanden bzw. verblieben sind. Für nur geringfügig transportierte, noch in gewisser Verbindung zu ihrem Bildungsort stehende Gesteine oder Gesteinsverbände wird der Begriff parautochthon benutzt. Dagegen sind allochthone  Gesteine oder Gesteinsverbände bzw. deren Substanz an ihre heutige Position verfrachtet worden.
Was die Bezeichnung genau bedeutet ist kontextabhängig. Sedimentgesteine sind dann autochthon, wenn der weit überwiegende Anteil des Materials, aus dem sie bestehen, im Ablagerungsraum, noch vor der eigentlichen Sedimentation gebildet wurde. Dies trifft auf die meisten Kalksteine, jedoch nie auf z. B. Sandsteine oder Siltsteine zu. Solche allochthonen Sedimente werden auch als detritisch bezeichnet.
In der Strukturgeologie bedeutet autochthon, dass ein Gesteinsverband während einer Gebirgsbildung ortsfest geblieben ist. Autochthone Gesteinseinheiten in diesem Sinne (auch substantiviert als das Autochthon bezeichnet) befinden sich stets an der Basis von Stapeln aus tektonischen Decken. Eine tektonische Decke ist per definitionem nie autochthon.